# Zaza

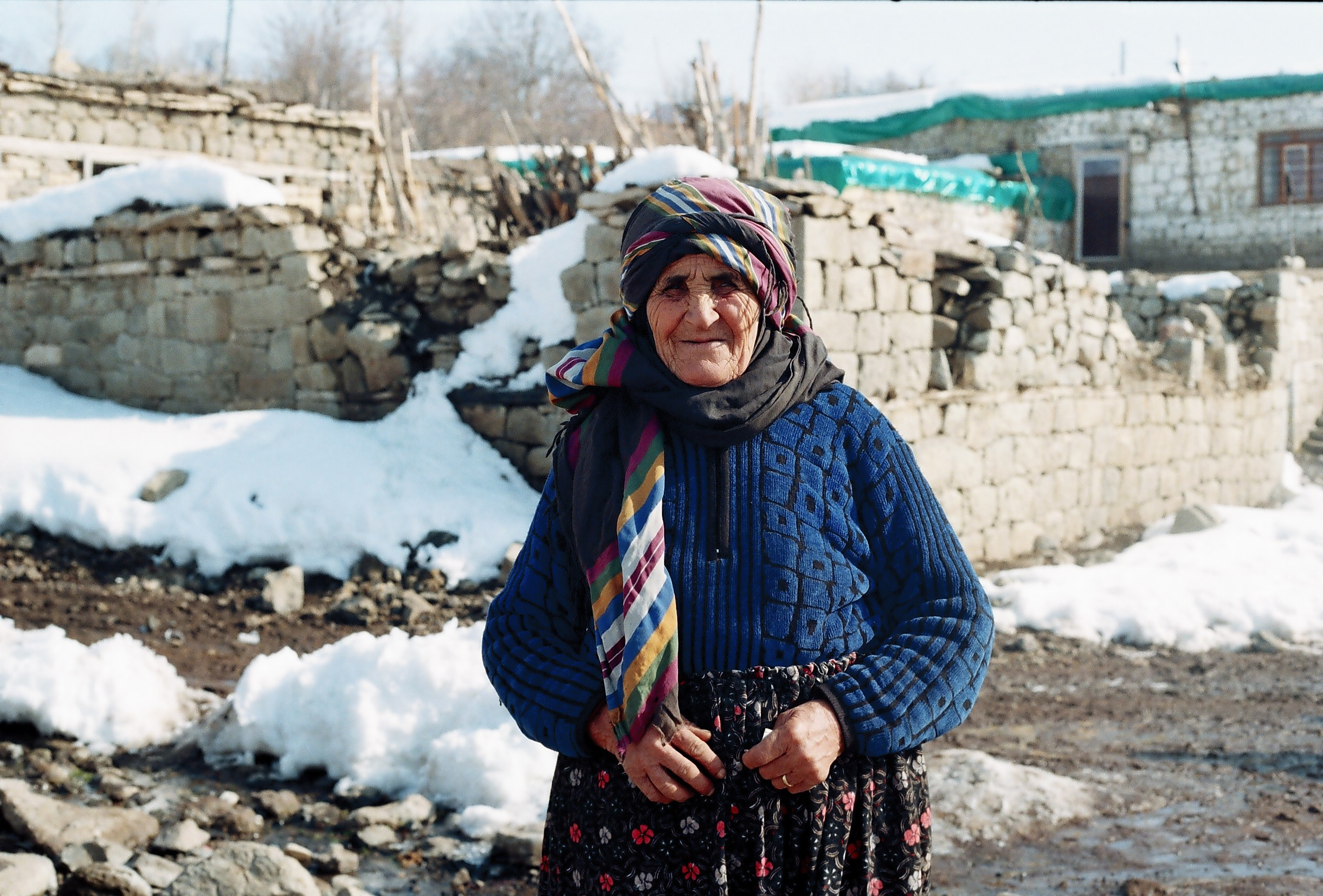
Kobieta narodowości Zaza w Turcji

Zaza – naród pochodzenia indoeuropejskiego zamieszkujący Turcję: regiony centralnej Anatolii; Sivas, Tokat, Aksaray, Kayseri, region wschodniej Anatolii (w Turcji); Bitlis, Bingöl, Muş, Elazığ, Erzincan, Malatya, Adiyaman, Kars, Ardahan i Tunceli, regiony południowo-wschodnie: Batman, Diyarbakır i Şanlıurfa, wschodnie wybrzeże czarnomorskie, posługujący się językiem zazaki. Genetycznie są mieszanką wielu ludów z przewagą genów ludności indoeuropejskiej. Liczbę mieszkańców szacuje się na ok. 4–6 milionów. Poza Turcją mieszkają także w Niemczech (ok. 200 tys.) Gruzji (ok. 90 tys.), Jordanii (ok. 52 tys.), Kazachstanie (ok. 45 tys.), Austrii (ok. 30 tys.), i USA (ok. 3500). Przy czym szacunki są utrudnione, gdyż większość użytkowników języka zazaki identyfikuje się z narodem kurdyjskim, a część identyfikująca się jako Zazowie, posługuje się głównie językiem tureckim.

## Religia
Wyznają islam sunnicki i alewicki.
Sunniccy Zaza zamieszkują przede wszystkim w prowincjach:
- Bingöl (powiat Solhan(inne języki), Genç(inne języki))
- Elazığ (powiaty: Arıcak, Sivrice, Maden, Palu)
- Şanlıurfa (powiat Siverek)
- Adıyaman (powiat Gerger)
- Diyarbakır (powiat Çermik, Çüngüş, Hani, Eğil, Lice, Kulp, Ergani, Dicle)
- Bitlis (powiat Mutki)
- Malatya (powiat Pütürge)
- Aksaray (w niektórych rejonach tego miasta).

Alewiccy Zaza natomiast zamieszkują prowincje:
- Tunceli
- Sivas (powiaty: Zara, İmranlı, Kangal, Divriği)
- Tokat (powiaty: Almus, Zile),
- Erzincan (powiat miejski Erzincan, Kemah, Çayırlı, Üzümlü, Tercan),
- Muş (powiat Varto),
- Bingöl (powiaty: Yayladere, Bingöl, Adaklı, Kiğı, Yedisu),
- Erzurum (powiat Hınıs, Tekman, Çat, Aşkale)
- Gümüşhane (powiat Şiran)
- Malatya (powiat Arguvan)
- Kars (powiat Selim) i Ardahan (powiat Göle).